# Voto Demeny
El voto Demeny es una propuesta por la que se permitiría el sufragio a los niños dando a los padres o a los tutores legales un voto delegado. El término fue acuñado por Paul Demeny en 1986.
Bajo este sistema, cada progenitor depositaría medio voto por cada hijo/a menor de edad. De esta manera se contemplan las diferencias ideológicas que pudiera haber entre ambos. Lógicamente, esto duraría hasta que los jóvenes alcanzaran la mayoría de edad.

## Historia
El Voto Demeny recibe el nombre del demógrafo Paul Demeny, que desarrolló la idea en 1986. Demeny argumentaba que los niños "no deberían dejarse de lado en cuanto a su sufragio hasta los 18 años, dejemos que los padres ejerciten el derecho al voto de los niños hasta que alcancen la mayoría de edad". Para Demeny, los sistemas políticos deberían ser más atentos con los intereses de las generaciones más jóvenes y sería una medida interesante para combatir la baja tasa de fertilidad de gran parte de los países occidentales.
La idea, sin embargo es más antigua que el propio Demeny; se discutió ampliamente en Francia en los años 20 del siglo XX y fue adoptada por la Asamblea Nacional Francesa.
También en Alemania se discutió la idea en torno a 1910. En los 70 y los 80, abogados y politólogos comenzaron una discusión científica que continúa en la actualidad. En 2003 y 2008 el parlamento alemán votó sobre la introducción de este "Kinderwahlrecht" pero la propuesta se rechazó.
Japón ha debatido el Voto Demeny como una posible solución a su grave problema de envejecimiento de la población, que le da una representación sobredimensionada a los ancianos como resultado de su aumento paulatino, gracias a las conclusiones de los trabajos de Reiko Aoki, del Centro para los Estudios Generacionales de la Universidad Hitotsubashi y Rhema Vaithianathan de la Universidad de Auckland. En marzo de 2011, el Centro para los Estudios generacionales hospedó una conferencia sobre el voto Demeny.
En Hungría la coalición gubernamental ha regulado el voto Demeny, pero probablemente no lo pondrán en práctica hasta dentro de un tiempo.
En una entrevista de la CBC, Paul Demeny debatió la idea junto con el profesor Miles Corak de la Universidad de Ottawa. Para ellos, el Voto Demeny estaría recogido en la Convención sobre los Derechos del Niño dado que los derechos del niño le dan poder político y civil. Miles Corak sugirió que las madres que tienen el control de los gastos del hogar gastan más en los niños y por tanto deberían ser ellas las que fueran las tuvieran el voto delegado.

## Ventajas
Para Aoki y Vaithianathan está justificado ya que reduce la gerontocracia. Según sus cálculos, el Voto Demeny en Japón aumentaría el voto paterno un 37% y disminuiría el mayor de 55 años en un 35%.
Stefan Olsson argumenta que "la delegación del voto infantil es no tan rara como la propia delegación que los adultos hacen en su voto con la representación política. Después de la elección, los representantes tienen el derecho de hacer uso de esa autoridad" (pág. 71). Asimismo, sugiere que el voto delegado es perfectamente razonable. Olsson añade que existen otros ámbitos donde los padres deciden por los niños como en los alimentos que toman, la escuela a donde van y además que los niños pueden ser representados en juicio por los tutores legales. Afirma que "argumentar que los padres no pueden ser representantes de los hijos porque podrían abusar de su posición es absurdo en comparación con todos los otros poderes que los padres ya tienen sobre sus hijos" (pág. 72).
Otro punto a favor del Voto Demeny es que haría más difícil para los votantes mayores votar a gobiernos que dejaran mayor deuda pública que recayera sobre las generaciones siguientes. Además, podría asegurar de forma más efectiva las necesidades de los niños, como la educación, guarderías y atención sanitaria. También podría hacer a los gobiernos más conscientes en lo referente al medio ambiente, ya que para los jóvenes es más perjudicial una política medioambiental irresponsable que para los votantes mayores. Por último, extender el voto a los niños puede incrementar el activismo político, animando a los jóvenes a crecer siendo ciudadanos más activos.

## Desventajas
Para algunos, el Voto Demeny es simplemente una forma de dar a los padres más poder político, de forma que mirarían más por sus propios intereses que por los de sus hijos.
Otros, afirman que como el matrimonio, el voto es un ejercicio del informado y responsabilidad individual, que no puede ser ejercitado legítimamente por delegación. También se debate que con el derecho al voto vienen las obligaciones de ciudadanía como el servicio militar. Dado que los niños no tienen estas obligaciones, tampoco deberían tener estos derechos. A alguna gente le preocupa que el poder de los más mayores se diluya y que prevalezcan los de los jóvenes sobre el de los ancianos.
Para Jon Elster si la justificación del voto Demeny está en las consecuencias que produciría, entonces se deberían votar esos asuntos directamente antes que cambiar la demografía del voto. En su opinión, el voto Demeny sería bloqueado por los mismos a los que perjudica aunque produjera consecuencias positivas posteriores.
Por último, otros argumentan que los padres no votarían por los intereses de sus hijos sino por los propios y que por lo tanto sería más útil rebajar la edad mínima de voto a los 13 o 14 años ya que muchos jóvenes son capaces de expresar madurez política y opiniones complejas a esa edad.